# Pycnogonum minutum
Pycnogonum minutum is een zeespin uit de familie Pycnogonidae. De soort behoort tot het geslacht Pycnogonum. Pycnogonum minutum werd in 1973 voor het eerst wetenschappelijk beschreven door Losina-Losinsky & Kopaneva. 